# Nati nel 1911/Luglio
| Questa pagina contiene informazioni ricavate automaticamente dalle voci biografiche con l'ausilio del template Bio e di un bot. L'aggiornamento è periodico e automatico e ricostruisce completamente la pagina. Se manca una persona in questa lista, sei pregato di non aggiungerla, ma accertati piuttosto che la sua voce biografica contenga il template Bio e che i dati anagrafici siano correttamente compilati. Se il template Bio manca, inseriscilo tu stesso o, in alternativa, metti l'avviso {{tmp\|Bio}} che ne segnala la mancanza. Se i dati riportati sono sbagliati, correggi direttamente la voce biografica; le modifiche saranno visibili in questa lista entro pochi giorni. Per chiarimenti vedi il progetto biografie. La lista contiene solo le 132 persone che sono citate nell'enciclopedia e per le quali è stato implementato correttamente il template Bio. Pagina aggiornata al 10 giu 2025. |

- 1º luglio - Virginia Carini Dainotti, bibliotecaria italiana († 2003)
- 1º luglio - Vicente Del Giúdice, calciatore argentino
- 1º luglio - Elisio Gabardo, calciatore brasiliano († 1969)
- 1º luglio - Sergej Leonidovič Sokolov, generale e politico sovietico († 2012)
- 2 luglio - Diego Fabbri, drammaturgo, sceneggiatore e saggista italiano († 1980)
- 2 luglio - Reg Parnell, pilota automobilistico britannico († 1964)
- 2 luglio - František Studený, pittore e grafico slovacco († 1980)
- 3 luglio - Silvano Abbà, pentatleta e militare italiano († 1942)
- 3 luglio - Elio Maldini, ciclista su strada italiano († 1995)
- 3 luglio - Italo Pietra, partigiano, giornalista e scrittore italiano († 1991)
- 3 luglio - Charles Van den Ouwelant, missionario e vescovo cattolico olandese († 2003)
- 4 luglio - Said Aql, poeta e politico libanese († 2014)
- 4 luglio - Pierre Boël, cestista francese († 1968)
- 4 luglio - Malte Jaeger, attore e direttore teatrale tedesco († 1991)
- 4 luglio - Mitch Miller, compositore, cantante e direttore d'orchestra statunitense († 2010)
- 4 luglio - Francesco Molinari Pradelli, direttore d'orchestra e collezionista d'arte italiano († 1996)
- 4 luglio - Luigi Monti, aviatore italiano († 1980)
- 4 luglio - Ng Cho-fan, attore, regista e produttore cinematografico hongkonghese († 1993)
- 4 luglio - Frederick Seitz, fisico statunitense († 2008)
- 5 luglio - Jules Bihain, cestista belga
- 5 luglio - George Borġ Olivier, politico maltese († 1980)
- 5 luglio - Germinal Cimarelli, operaio, antifascista e partigiano italiano († 1944)
- 5 luglio - Antonio Crast, attore italiano († 1984)
- 5 luglio - Phil LaBatte, hockeista su ghiaccio statunitense († 2002)
- 5 luglio - Georges Pompidou, politico francese († 1974)
- 6 luglio - Amedeo Angeli, bobbista italiano († 1965)
- 6 luglio - Theo Clausen, allenatore di pallacanestro e dirigente sportivo tedesco († 1985)
- 6 luglio - Franco Ferrara, direttore d'orchestra e compositore italiano († 1985)
- 6 luglio - Costantino Nivola, artista e scultore italiano († 1988)
- 7 luglio - Turi Cariola, poeta italiano († 1985)
- 7 luglio - Jesse Carver, allenatore di calcio e calciatore inglese († 2003)
- 7 luglio - Ruth Ford, attrice statunitense († 2009)
- 7 luglio - István Magda, calciatore ungherese († 1991)
- 7 luglio - Gian Carlo Menotti, compositore e librettista italiano († 2007)
- 7 luglio - Luigi Tempini, militare italiano († 1937)
- 8 luglio - John Ball, scrittore e giornalista statunitense († 1988)
- 8 luglio - Vicente Gómez, chitarrista e compositore spagnolo († 2001)
- 8 luglio - Gertrude Niesen, cantante, attrice e paroliera statunitense († 1975)
- 9 luglio - Ben Eastman, velocista e mezzofondista statunitense († 2002)
- 9 luglio - Simon Fraser, XV Lord Lovat, nobile e militare britannico († 1995)
- 9 luglio - Aleksandrs Laime, esploratore lettone († 1994)
- 9 luglio - Mervyn Peake, scrittore, pittore e illustratore inglese († 1968)
- 9 luglio - Karl Proisl, canoista austriaco († 1949)
- 9 luglio - Svetislav Valjarević, calciatore jugoslavo († 1996)
- 9 luglio - John Archibald Wheeler, fisico statunitense († 2008)
- 10 luglio - Bruno Vale, calciatore e allenatore di calcio italiano
- 10 luglio - Cootie Williams, trombettista e cantante statunitense († 1985)
- 10 luglio - Ne Win, militare e politico birmano († 2002)
- 11 luglio - Olive Cotton, fotografa australiana († 2003)
- 11 luglio - Erna Flegel, infermiera tedesca († 2006)
- 12 luglio - Arturo Arrieta, calciatore argentino
- 12 luglio - Matvey Dubrovin, regista teatrale russo († 1974)
- 12 luglio - Evald Mikson, criminale di guerra e calciatore estone († 1993)
- 12 luglio - Karl Zimmer, fisico e genetista tedesco († 1988)
- 13 luglio - Carlo Barbera, imprenditore italiano († 2013)
- 13 luglio - Marco Carrino, militare italiano († 2000)
- 13 luglio - Herbert Gollnow, diplomatico tedesco († 1943)
- 13 luglio - Bill Gorman, calciatore irlandese († 1978)
- 13 luglio - Michel Mollat du Jourdin, medievista francese († 1996)
- 13 luglio - Hyam Plutzik, poeta statunitense († 1962)
- 14 luglio - Vladimir Ivanovič Ovčinnikov, pittore russo († 1978)
- 14 luglio - Terry-Thomas, attore e cabarettista britannico († 1990)
- 14 luglio - Willi Tiefel, calciatore tedesco († 1941)
- 15 luglio - Giovanni Francia, matematico e fisico italiano († 1980)
- 15 luglio - Robert H. Harris, attore statunitense († 1981)
- 15 luglio - Ignazio Provenza, presbitero e militare italiano († 1943)
- 15 luglio - Elio Sasso Sant, canoista italiano († 1997)
- 15 luglio - Aleksandar Tirnanić, allenatore di calcio e calciatore jugoslavo († 1992)
- 15 luglio - Joan Valerie, attrice statunitense († 1983)
- 16 luglio - Giuseppe Agù, calciatore italiano († 1968)
- 16 luglio - Rafael Aragón Cabrera, dirigente sportivo argentino († 1995)
- 16 luglio - Victor Canning, scrittore britannico († 1986)
- 16 luglio - John Lautner, architetto statunitense († 1994)
- 16 luglio - Ezio Maccani, aviatore e militare italiano († 1937)
- 16 luglio - Ginger Rogers, attrice, cantante e ballerina statunitense († 1995)
- 16 luglio - Sonny Tufts, attore statunitense († 1970)
- 16 luglio - Peter van Eyck, attore tedesco († 1969)
- 17 luglio - Jean Couturier, cestista francese († 1994)
- 17 luglio - Attilio Mestroni, calciatore italiano
- 17 luglio - Maurizio Monti, politico italiano († 1983)
- 17 luglio - Alejo Santos, generale e politico filippino († 1984)
- 17 luglio - Frank M. Snowden Jr., storico, latinista e grecista statunitense († 2007)
- 17 luglio - Sergej Stoljarov, attore sovietico († 1969)
- 17 luglio - Charles Umlauf, scultore statunitense († 1994)
- 17 luglio - Yang Jiang, scrittrice e traduttrice cinese († 2016)
- 18 luglio - Hume Cronyn, attore statunitense († 2003)
- 18 luglio - Harry Llewellyn, cavaliere britannico († 1999)
- 18 luglio - Léo Souris, compositore, arrangiatore e direttore d'orchestra belga († 1990)
- 18 luglio - Gustav Wagner, militare austriaco († 1980)
- 19 luglio - Agustí Chalaux i de Subirà, politico spagnolo († 2006)
- 19 luglio - Cissie Stewart, nuotatrice britannica († 2008)
- 20 luglio - Gastone Miconi, economista, banchiere e dirigente pubblico italiano († 1985)
- 20 luglio - Vincenzo Monaco, architetto italiano († 1969)
- 20 luglio - Suhayr al-Qalamawi, scrittrice e politica egiziana († 1997)
- 21 luglio - Inocencio Bertolín Izquierdo, calciatore spagnolo († 1948)
- 21 luglio - Alberto Mazzucco, calciatore e allenatore di calcio italiano († 1996)
- 21 luglio - Marshall McLuhan, sociologo, filosofo e critico letterario canadese († 1980)
- 21 luglio - Vittorio Profumo, calciatore italiano
- 21 luglio - Walter Rubsamen, musicologo statunitense († 1973)
- 22 luglio - Albert Friscia, disegnatore, pittore e scultore statunitense († 1989)
- 22 luglio - Theo Herckenrath, ciclista su strada belga († 1973)
- 22 luglio - José María Lemus, militare e politico salvadoregno († 1993)
- 22 luglio - Lili Muráti, attrice ungherese († 2003)
- 22 luglio - Helen Schnabel, pianista e docente statunitense († 1974)
- 23 luglio - Al Dempster, illustratore statunitense († 2001)
- 23 luglio - Jean Fontenay, ciclista su strada francese († 1975)
- 23 luglio - Johnny Lax, hockeista su ghiaccio statunitense († 2001)
- 24 luglio - Giovanni Arosio, calciatore italiano
- 24 luglio - Ludwig Schuberth, pallamanista austriaco († 1989)
- 25 luglio - Carlo Bianco, avvocato, filosofo e letterato italiano († 2010)
- 25 luglio - Walter Corsanini, calciatore italiano († 1978)
- 25 luglio - Len Duncan, pilota automobilistico statunitense († 1998)
- 26 luglio - Antonio Bisigato, calciatore, allenatore di calcio e dirigente sportivo italiano († 1965)
- 26 luglio - Henri Dessens, fisico e meteorologo francese († 1971)
- 26 luglio - Horacio Podestá, canottiere argentino († 1999)
- 26 luglio - Freddy Wittop, costumista e ballerino olandese († 2001)
- 27 luglio - Robert Marjolin, economista e politico francese († 1986)
- 27 luglio - Franco Scandurra, attore italiano († 2003)
- 27 luglio - Robert Tanneveau, ciclista su strada francese († 1993)
- 28 luglio - Ann Doran, attrice statunitense († 2000)
- 28 luglio - Gerhard Stöck, giavellottista e pesista tedesco († 1985)
- 28 luglio - Tony Terlazzo, sollevatore statunitense († 1966)
- 28 luglio - Giorgio Scerbanenco, giornalista e scrittore italiano († 1969)
- 29 luglio - Jean Brichaut, calciatore belga († 1962)
- 29 luglio - Ján Cikker, compositore slovacco († 1989)
- 29 luglio - Niccolò Segota, pittore italiano († 1984)
- 30 luglio - Vittorio Baroni, religioso italiano († 1990)
- 30 luglio - Emilio Guarnaschelli, operaio e antifascista italiano († 1938)
- 31 luglio - Gaetano Arezzo della Targia, militare italiano († 1942)
- 31 luglio - Carlo Pianzola, calciatore e militare italiano († 2001)
- 31 luglio - Marcello Spaccini, politico italiano († 1996)
- 31 luglio - Giovanni Zanelli, militare, aviatore e ginnasta italiano († 1963)